# Human Assets Index
HAI är en förkortning av eng. Human Assets Index. Ett statistiskt verktyg för mätning av en stats utveckling. Det betyder (fritt översatt) "index över humanitära resurser" och baseras i huvudsak på:
- Hur välnärd befolkningen är.
- Hur stor del av befolkningen som är läs- och skrivkunniga.
- Hur många som utbildat sig ytterligare efter motsvarande grundskolenivå.